# Titani

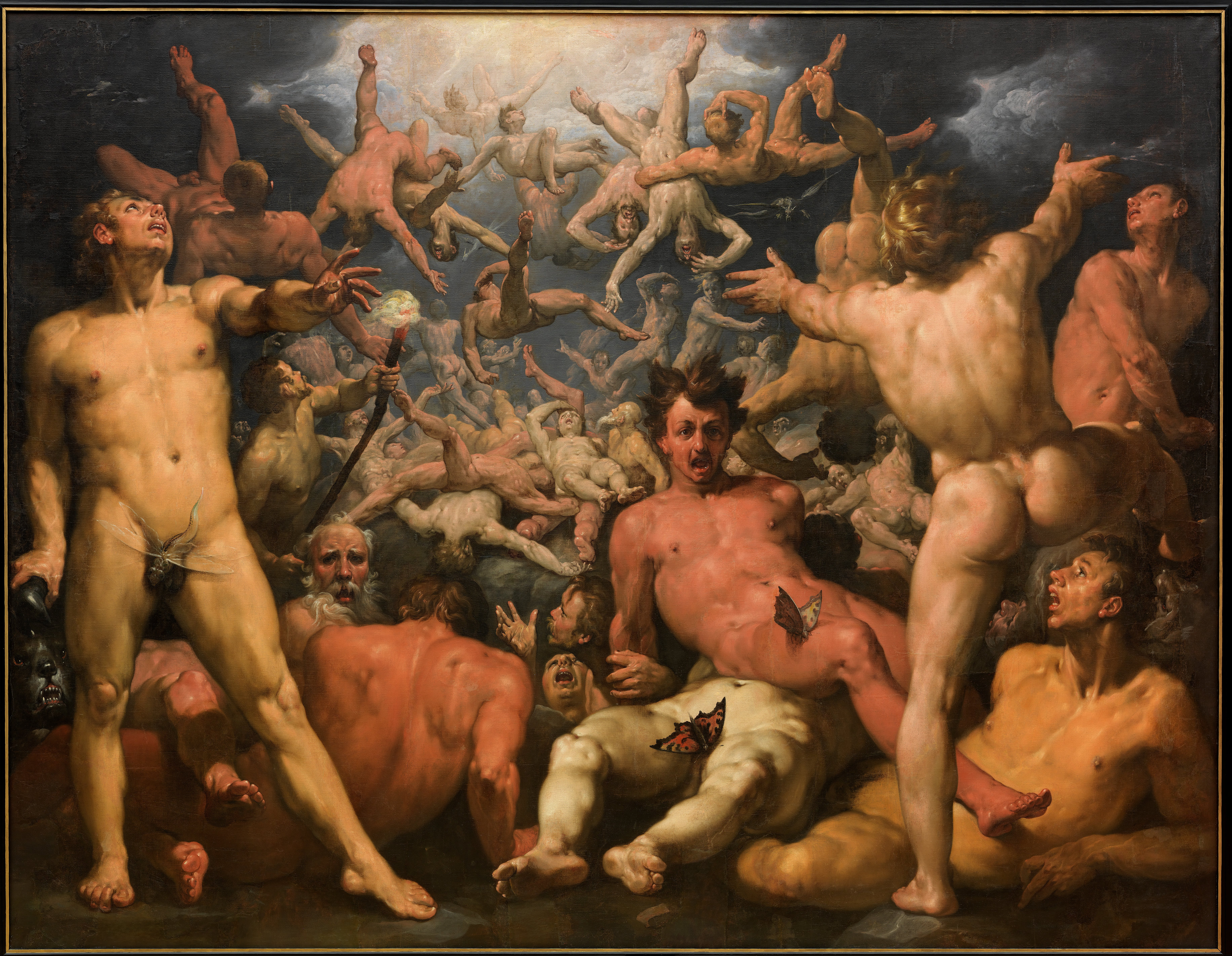
La caduta dei Titani di Cornelis van Haarlem (1596–1598)

I Titani (in greco antico: Τιτάνες?, Titánes; singolare: Τιτάν) sono, nella mitologia e nella religione greca, gli dei più antichi (próteroi theoí), nati prima degli olimpi e generati da Urano (Cielo) e Gea (Terra). Titanidi erano invece chiamate le loro sorelle, mogli e compagne.
I titani vengono considerati come le forze primordiali del cosmo, che imperversavano sul mondo prima dell'intervento regolatore e ordinatore degli dei olimpici.

## Etimologia
L'origine del termine Τιτάνες non è assolutamente certa. Esiodo la fa discendere, ma in modo del tutto fantasioso, dal termine τιταίνειν ("produrre uno sforzo", "tendere in alto") e da τίσις ("vendetta", "punizione") collegandoli alla relazione con Urano, loro padre, che li avrebbe chiamati così per disprezzo, per odio.

## I titani nella Teogonia di Esiodo

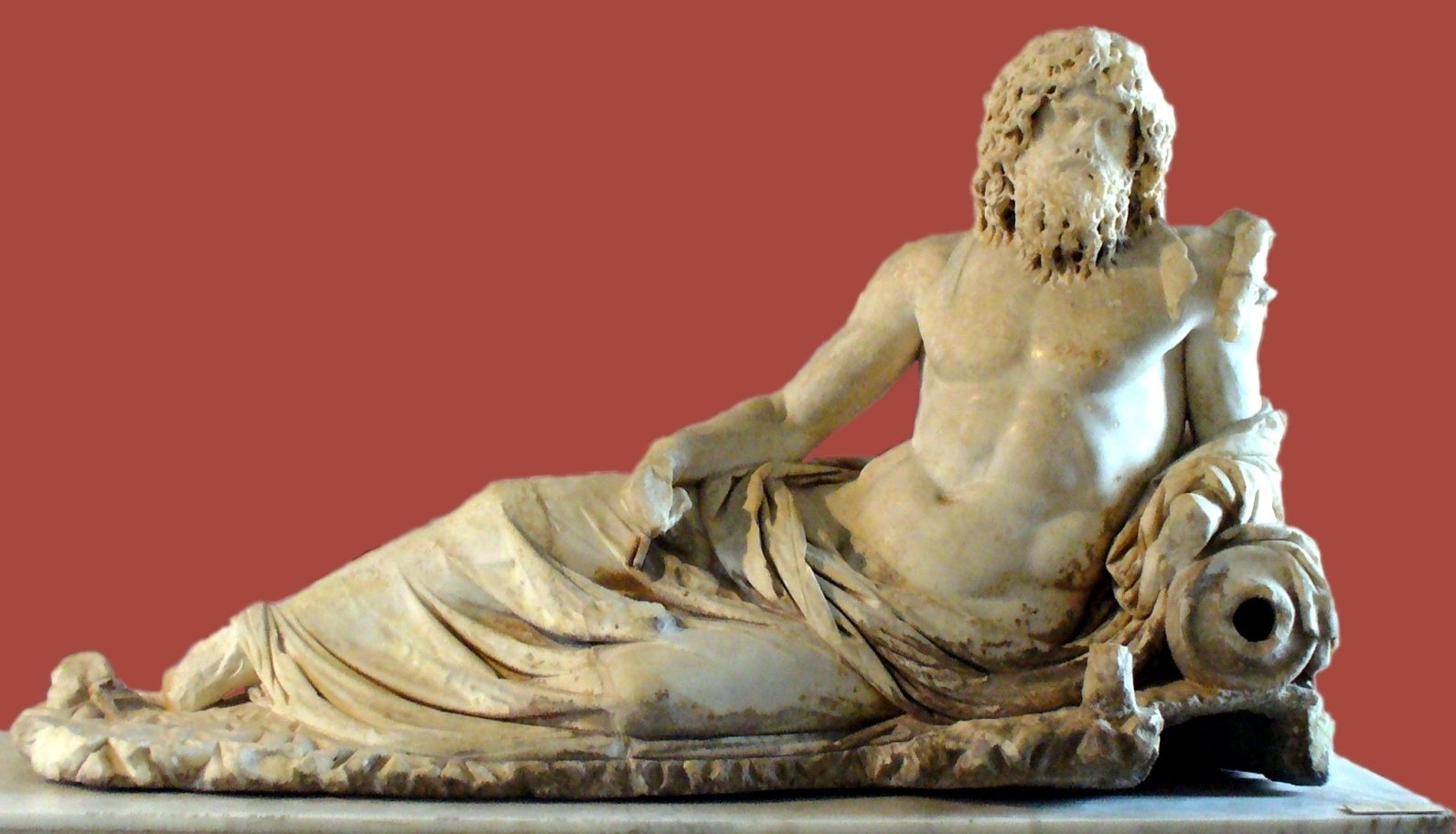
Oceano (Ὠκεανός), in una statua rinvenuta a Efeso e risalente al II secolo d.C., oggi conservata presso il Museo archeologico di Istanbul. Oceano è il primo figlio di Urano (Οὐρανός ἀστερόεις, "Cielo stellante") e Gea (Γαῖα, "Terra"). Nell'Iliade (XIV 201) è detto «padre degli dei».

Nella Teogonia di Esiodo, viene narrato che unendosi a Urano (il Cielo), Gea (la Terra) genera i sei titani:
- Oceano (Ὠκεανός),
- Ceo (Κοῖος),
- Crio (Κριός),
- Iperione (Ύπέριον),
- Giapeto (Ιαπετός),
- Crono (Κρόνος);

e le sei titanidi:
- Teia o Tia (Θεία),
- Rea (Ῥέα),
- Temi (Θέμις),
- Mnemosine (Μνημοσύνη),
- Febe (Φοίβη),
- Teti (Τηθύς).

Dopo i titani, l'unione tra Gea e Urano genera i tre Ciclopi (Bronte, Sterope e Arge) e gli Ecatonchiri (Centimani): Cotto, Briareo e Gige dalla forza terribile. Urano imprigiona i tre ecatonchiri e i ciclopi. La ragione di questo rifiuto risiederebbe secondo alcuni autori nella loro "mostruosità". Gea allora costruisce una falce dentata e chiede agli altri figli, i titani, di mettersi contro il volere del padre Urano. Solo l'ultimo dei titani, Crono, risponde all'appello della madre: appena Urano si stende nuovamente su Gea, Crono, nascosto lo evira.
Da questo momento inizia il dominio di Crono il quale, unendosi a Rea, genera Estia, Demetra, Era, Ade ed Ennosigeo ("Scuotitore della terra", da intendere come Poseidone o Posidone); ma tutti questi figli vengono divorati da Crono in quanto, avvertito dai genitori Gea e Urano che uno di questi lo avrebbe spodestato, non vuole cedere il potere regale. Questo stato di cose procura a Rea grande sconforto, la quale, incinta dell'ultimo figlio avuto da Crono, Zeus, e, consigliatasi con gli stessi genitori, decide di partorirlo di nascosto a Litto (Creta), consegnando a Crono una pietra che questi divora pensando fosse il proprio ultimo figlio.
Zeus cresce in forza e intelligenza, fino a che sconfigge il padre Crono facendogli vomitare gli altri figli che aveva divorato, e il primo oggetto vomitato da Crono è proprio quella pietra che egli aveva inghiottito scambiandola per Zeus. Quindi Zeus scioglie dalle catene i tre Ciclopi, così costretti da Urano, i quali lo ricambieranno consegnandogli il tuono, il fulmine e il lampo, il tridente a suo fratello Poseidone e l’elmo dell’oscurità ad Ade.

### La Titanomachia
La titanomachia è il nome della lotta tra i titani residenti sul monte Otri e gli dei dell'Olimpo figli di Crono e di Rea. Zeus coinvolge i ciclopi e gli ecatonchiri nella battaglia che diverrà così decisiva e si concluderà con la sconfitta dei titani e la loro segregazione nel Tartaro, chiuso da mura e da porte di bronzo costruite appositamente da Poseidone e guardati a vista dagli stessi tre ecatonchiri.
Sempre nella Teogonia esiodea viene citata la generazione di altri titani:
- Ponto (Πόντος, il Mare) genera, forse per partenogenesi o come gli altri successivi a lui, per mezzo dell'unione con Gea[17][18], Nereo (Νηρεύς) detto il "vecchio", divinità marina sincera ed equilibrata; poi, sempre Ponto ma unitosi a Gea, genera Taumante (Θαῦμας – l'aspetto meraviglioso del mare), quindi Forco (Φόρκυς – l'aspetto mostruoso del mare), Ceto (Κητώ) dalle "belle guance", ed Euribia (Εὐρύβια – l'aspetto violento del mare)[17];
- Teia (Θεία) e Iperione (Ύπέριον) generano Elio (Ἥλιος, Sole), Selene (Σελήνη, Luna) e Eos (Ἠώς, Aurora);
- Crio (Κριος) e Euribia (Ευρυβια) generarono Perse (Περσης), Astreo e Pallante;
- Febe (Φοίβη) e Ceo (Κοῖος) generano Latona (Λητώ) e Asteria (Ἀστερία), che sposò Perse;
- Asteria e Perse generano Ecate (Ἑκάτη)[19]; nell'Inno a Ecate, la dea di stirpe titanica che qui possiede un rango particolarmente elevato, assegnatole da Zeus in persona; la sua zona di influenza è la terra, il mare e il cielo dove ella appare a protezione dell'uomo oltre che nel ruolo di intermediaria tra questi e il mondo degli dei;
- Giapeto e l'oceanina Climene (Κλυμένη) generano Atlante (Ἄτλας) dal cuore violento, Menezio (Μενοίτιος), Prometeo (Προμηθεύς – "colui che pensa prima") e Epimeteo (Ἐπιμηθεύς – "colui che pensa dopo"): il destino di Atlante e di Menezio sono decisi da Zeus che costringe il primo a sorreggere la volta celeste con la testa e facendo forza sulle braccia, mentre il secondo, per via della sua tracotanza, lo scaglia con il fulmine nell'Erebo.

## I titani nelle altre tradizioni mitologiche greche
- Diodoro Siculo (Bibliotheca historica V, 64 e sgg.) riferisce che secondo i Cretesi, i titani nacquero al tempo dei Cureti. Essi vivevano nei pressi di Cnosso, erano sei maschi (Crono, Iperione, Ceo, Giapeto, Crio, Oceano) e cinque femmine (Rea, Temi, Mnemosine, Febe e Teti), figli di Urano e di Gea, oppure figli di uno dei Cureti andato in sposo a una certa Titaia da cui essi presero il nome. Ognuno di questi titani ebbe modo di lasciare un dono prezioso in eredità agli uomini conquistando in questo modo un onore imperituro. Crono, dei titani il più anziano, fu re.
- Apollonio Rodio (Argonautiche I, 503-506) racconta, per mezzo di Orfeo, come, prima di Crono e Rea, i titani fossero sudditi del serpente marino Ofione (Ὀφίων) e dell'oceanina Eurinome (Ευρυνόμη) i quali avevano sede sull'Olimpo, ma questi sovrani dovettero cedere il potere regale rispettivamente a Crono e a Rea dopo essere stati gettati nei flutti dell'oceano.

## Genealogia (Esiodo)
|         |         |         |         |         |         |         |         |         |         |          |          |          |          |          |          |                |                |                |                |                |                |           |           |           |           |           |           |          |          |        |        |      |      |        |        |        |        |        |        |     |     |         |         |         |         |         |         |        |        |          |          |          |          |          |          |           |           |           |           |           |           |       |       |  |  |  |  |  |  |  |  |  |  |  |  |  |  |  |  |  |  |  |  |  |  |  |  |  |  |  |  |  |  |  |  |  |  |
|         |         |         |         |         |         |         |         |         |         |          |          |          |          |          |          |                |                |                |                |                |                | Urano     | Urano     | Urano     | Urano     | Urano     | Urano     |          |          | Gaia   | Gaia   | Gaia | Gaia | Gaia   | Gaia   |        |        |        |        |     |     |         |         |         |         |         |         |        |        |          |          |          |          |          |          | Ponto     | Ponto     | Ponto     | Ponto     | Ponto     | Ponto     |       |       |  |  |  |  |  |  |  |  |  |  |  |  |  |  |  |  |  |  |  |  |  |  |  |  |  |  |  |  |  |  |  |  |  |  |
|         |         |         |         |         |         |         |         |         |         |          |          |          |          |          |          |                |                |                |                |                |                | Urano     | Urano     | Urano     | Urano     | Urano     | Urano     |          |          | Gaia   | Gaia   | Gaia | Gaia | Gaia   | Gaia   |        |        |        |        |     |     |         |         |         |         |         |         |        |        |          |          |          |          |          |          | Ponto     | Ponto     | Ponto     | Ponto     | Ponto     | Ponto     |       |       |  |  |  |  |  |  |  |  |  |  |  |  |  |  |  |  |  |  |  |  |  |  |  |  |  |  |  |  |  |  |  |  |  |  |
|         |         |         |         |         |         |         |         |         |         |          |          |          |          |          |          |                |                |                |                |                |                |           |           |           |           |           |           |          |          |        |        |      |      |        |        |        |        |        |        |     |     |         |         |         |         |         |         |        |        |          |          |          |          |          |          |           |           |           |           |           |           |       |       |  |  |  |  |  |  |  |  |  |  |  |  |  |  |  |  |  |  |  |  |  |  |  |  |  |  |  |  |  |  |  |  |  |  |
|         |         |         |         |         |         |         |         |         |         |          |          |          |          |          |          |                |                |                |                |                |                |           |           |           |           |           |           |          |          |        |        |      |      |        |        |        |        |        |        |     |     |         |         |         |         |         |         |        |        |          |          |          |          |          |          |           |           |           |           |           |           |       |       |  |  |  |  |  |  |  |  |  |  |  |  |  |  |  |  |  |  |  |  |  |  |  |  |  |  |  |  |  |  |  |  |  |  |
|         |         | Oceano  | Oceano  | Oceano  | Oceano  | Oceano  | Oceano  |         |         | Teti     | Teti     | Teti     | Teti     | Teti     | Teti     |                |                |                |                |                |                | Iperione  | Iperione  | Iperione  | Iperione  | Iperione  | Iperione  |          |          | Teia   | Teia   | Teia | Teia | Teia   | Teia   |        |        |        |        |     |     |         |         | Crio    | Crio    | Crio    | Crio    | Crio   | Crio   |          |          | Euribia  | Euribia  | Euribia  | Euribia  | Euribia   | Euribia   |           |           |           |           |       |       |  |  |  |  |  |  |  |  |  |  |  |  |  |  |  |  |  |  |  |  |  |  |  |  |  |  |  |  |  |  |  |  |  |  |
|         |         | Oceano  | Oceano  | Oceano  | Oceano  | Oceano  | Oceano  |         |         | Teti     | Teti     | Teti     | Teti     | Teti     | Teti     |                |                |                |                |                |                | Iperione  | Iperione  | Iperione  | Iperione  | Iperione  | Iperione  |          |          | Teia   | Teia   | Teia | Teia | Teia   | Teia   |        |        |        |        |     |     |         |         | Crio    | Crio    | Crio    | Crio    | Crio   | Crio   |          |          | Euribia  | Euribia  | Euribia  | Euribia  | Euribia   | Euribia   |           |           |           |           |       |       |  |  |  |  |  |  |  |  |  |  |  |  |  |  |  |  |  |  |  |  |  |  |  |  |  |  |  |  |  |  |  |  |  |  |
|         |         |         |         |         |         |         |         |         |         |          |          |          |          |          |          |                |                |                |                |                |                |           |           |           |           |           |           |          |          |        |        |      |      |        |        |        |        |        |        |     |     |         |         |         |         |         |         |        |        |          |          |          |          |          |          |           |           |           |           |           |           |       |       |  |  |  |  |  |  |  |  |  |  |  |  |  |  |  |  |  |  |  |  |  |  |  |  |  |  |  |  |  |  |  |  |  |  |
|         |         |         |         |         |         |         |         |         |         |          |          |          |          |          |          |                |                |                |                |                |                |           |           |           |           |           |           |          |          |        |        |      |      |        |        |        |        |        |        |     |     |         |         |         |         |         |         |        |        |          |          |          |          |          |          |           |           |           |           |           |           |       |       |  |  |  |  |  |  |  |  |  |  |  |  |  |  |  |  |  |  |  |  |  |  |  |  |  |  |  |  |  |  |  |  |  |  |
|         |         | Potamoi | Potamoi | Potamoi | Potamoi | Potamoi | Potamoi |         |         | Oceanine | Oceanine | Oceanine | Oceanine | Oceanine | Oceanine |                |                | Elio           | Elio           | Elio           | Elio           | Elio      | Elio      |           |           | Selene    | Selene    | Selene   | Selene   | Selene | Selene |      |      | Eos    | Eos    | Eos    | Eos    | Eos    | Eos    |     |     | Astreo  | Astreo  | Astreo  | Astreo  | Astreo  | Astreo  |        |        | Pallante | Pallante | Pallante | Pallante | Pallante | Pallante |           |           | Perse     | Perse     | Perse     | Perse     | Perse | Perse |  |  |  |  |  |  |  |  |  |  |  |  |  |  |  |  |  |  |  |  |  |  |  |  |  |  |  |  |  |  |  |  |  |  |
|         |         | Potamoi | Potamoi | Potamoi | Potamoi | Potamoi | Potamoi |         |         | Oceanine | Oceanine | Oceanine | Oceanine | Oceanine | Oceanine |                |                | Elio           | Elio           | Elio           | Elio           | Elio      | Elio      |           |           | Selene    | Selene    | Selene   | Selene   | Selene | Selene |      |      | Eos    | Eos    | Eos    | Eos    | Eos    | Eos    |     |     | Astreo  | Astreo  | Astreo  | Astreo  | Astreo  | Astreo  |        |        | Pallante | Pallante | Pallante | Pallante | Pallante | Pallante |           |           | Perse     | Perse     | Perse     | Perse     | Perse | Perse |  |  |  |  |  |  |  |  |  |  |  |  |  |  |  |  |  |  |  |  |  |  |  |  |  |  |  |  |  |  |  |  |  |  |
|         |         |         |         |         |         |         |         |         |         |          |          |          |          |          |          |                |                |                |                |                |                |           |           |           |           |           |           |          |          |        |        |      |      |        |        |        |        |        |        |     |     |         |         |         |         |         |         |        |        |          |          |          |          |          |          |           |           |           |           |           |           |       |       |  |  |  |  |  |  |  |  |  |  |  |  |  |  |  |  |  |  |  |  |  |  |  |  |  |  |  |  |  |  |  |  |  |  |
|         |         |         |         |         |         |         |         |         |         |          |          |          |          |          |          |                |                |                |                |                |                |           |           |           |           |           |           |          |          |        |        |      |      |        |        |        |        |        |        |     |     |         |         |         |         |         |         |        |        |          |          |          |          |          |          |           |           |           |           |           |           |       |       |  |  |  |  |  |  |  |  |  |  |  |  |  |  |  |  |  |  |  |  |  |  |  |  |  |  |  |  |  |  |  |  |  |  |
|         |         |         |         |         |         |         |         |         |         | Crono    | Crono    | Crono    | Crono    | Crono    | Crono    |                |                | Rea            | Rea            | Rea            | Rea            | Rea       | Rea       |           |           |           |           |          |          |        |        |      |      |        |        |        |        | Ceo    | Ceo    | Ceo | Ceo | Ceo     | Ceo     |         |         | Febe    | Febe    | Febe   | Febe   | Febe     | Febe     |          |          |          |          |           |           |           |           |           |           |       |       |  |  |  |  |  |  |  |  |  |  |  |  |  |  |  |  |  |  |  |  |  |  |  |  |  |  |  |  |  |  |  |  |  |  |
|         |         |         |         |         |         |         |         |         |         | Crono    | Crono    | Crono    | Crono    | Crono    | Crono    |                |                | Rea            | Rea            | Rea            | Rea            | Rea       | Rea       |           |           |           |           |          |          |        |        |      |      |        |        |        |        | Ceo    | Ceo    | Ceo | Ceo | Ceo     | Ceo     |         |         | Febe    | Febe    | Febe   | Febe   | Febe     | Febe     |          |          |          |          |           |           |           |           |           |           |       |       |  |  |  |  |  |  |  |  |  |  |  |  |  |  |  |  |  |  |  |  |  |  |  |  |  |  |  |  |  |  |  |  |  |  |
|         |         |         |         |         |         |         |         |         |         |          |          |          |          |          |          |                |                |                |                |                |                |           |           |           |           |           |           |          |          |        |        |      |      |        |        |        |        |        |        |     |     |         |         |         |         |         |         |        |        |          |          |          |          |          |          |           |           |           |           |           |           |       |       |  |  |  |  |  |  |  |  |  |  |  |  |  |  |  |  |  |  |  |  |  |  |  |  |  |  |  |  |  |  |  |  |  |  |
|         |         |         |         |         |         |         |         |         |         |          |          |          |          |          |          |                |                |                |                |                |                |           |           |           |           |           |           |          |          |        |        |      |      |        |        |        |        |        |        |     |     |         |         |         |         |         |         |        |        |          |          |          |          |          |          |           |           |           |           |           |           |       |       |  |  |  |  |  |  |  |  |  |  |  |  |  |  |  |  |  |  |  |  |  |  |  |  |  |  |  |  |  |  |  |  |  |  |
|         |         | Estia   | Estia   | Estia   | Estia   | Estia   | Estia   |         |         | Era      | Era      | Era      | Era      | Era      | Era      |                |                | Ade            | Ade            | Ade            | Ade            | Ade       | Ade       |           |           | Zeus      | Zeus      | Zeus     | Zeus     | Zeus   | Zeus   |      |      | Latona | Latona | Latona | Latona | Latona | Latona |     |     | Asteria | Asteria | Asteria | Asteria | Asteria | Asteria |        |        | Lelanto  | Lelanto  | Lelanto  | Lelanto  | Lelanto  | Lelanto  |           |           |           |           |           |           |       |       |  |  |  |  |  |  |  |  |  |  |  |  |  |  |  |  |  |  |  |  |  |  |  |  |  |  |  |  |  |  |  |  |  |  |
|         |         | Estia   | Estia   | Estia   | Estia   | Estia   | Estia   |         |         | Era      | Era      | Era      | Era      | Era      | Era      |                |                | Ade            | Ade            | Ade            | Ade            | Ade       | Ade       |           |           | Zeus      | Zeus      | Zeus     | Zeus     | Zeus   | Zeus   |      |      | Latona | Latona | Latona | Latona | Latona | Latona |     |     | Asteria | Asteria | Asteria | Asteria | Asteria | Asteria |        |        | Lelanto  | Lelanto  | Lelanto  | Lelanto  | Lelanto  | Lelanto  |           |           |           |           |           |           |       |       |  |  |  |  |  |  |  |  |  |  |  |  |  |  |  |  |  |  |  |  |  |  |  |  |  |  |  |  |  |  |  |  |  |  |
|         |         |         |         |         |         | Demetra | Demetra | Demetra | Demetra | Demetra  | Demetra  |          |          |          |          |                |                |                |                |                |                | Poseidone | Poseidone | Poseidone | Poseidone | Poseidone | Poseidone |          |          |        |        |      |      |        |        |        |        |        |        |     |     |         |         |         |         |         |         |        |        |          |          |          |          |          |          |           |           |           |           |           |           |       |       |  |  |  |  |  |  |  |  |  |  |  |  |  |  |  |  |  |  |  |  |  |  |  |  |  |  |  |  |  |  |  |  |  |  |
|         |         |         |         |         |         | Demetra | Demetra | Demetra | Demetra | Demetra  | Demetra  |          |          |          |          |                |                |                |                |                |                | Poseidone | Poseidone | Poseidone | Poseidone | Poseidone | Poseidone |          |          |        |        |      |      |        |        |        |        |        |        |     |     |         |         |         |         |         |         |        |        |          |          |          |          |          |          |           |           |           |           |           |           |       |       |  |  |  |  |  |  |  |  |  |  |  |  |  |  |  |  |  |  |  |  |  |  |  |  |  |  |  |  |  |  |  |  |  |  |
|         |         |         |         |         |         |         |         |         |         |          |          |          |          |          |          |                |                |                |                |                |                |           |           |           |           |           |           |          |          |        |        |      |      |        |        |        |        |        |        |     |     |         |         |         |         |         |         |        |        |          |          |          |          |          |          |           |           |           |           |           |           |       |       |  |  |  |  |  |  |  |  |  |  |  |  |  |  |  |  |  |  |  |  |  |  |  |  |  |  |  |  |  |  |  |  |  |  |
|         |         |         |         |         |         |         |         |         |         |          |          |          |          |          |          |                |                |                |                |                |                |           |           |           |           |           |           |          |          |        |        |      |      |        |        |        |        |        |        |     |     |         |         |         |         |         |         |        |        |          |          |          |          |          |          |           |           |           |           |           |           |       |       |  |  |  |  |  |  |  |  |  |  |  |  |  |  |  |  |  |  |  |  |  |  |  |  |  |  |  |  |  |  |  |  |  |  |
|         |         |         |         |         |         |         |         | Giapeto | Giapeto | Giapeto  | Giapeto  | Giapeto  | Giapeto  |          |          | Asia o Climene | Asia o Climene | Asia o Climene | Asia o Climene | Asia o Climene | Asia o Climene |           |           |           |           |           |           |          |          |        |        | Temi | Temi | Temi   | Temi   | Temi   | Temi   |        |        |     |     |         |         | (Zeus)  | (Zeus)  | (Zeus)  | (Zeus)  | (Zeus) | (Zeus) |          |          |          |          |          |          | Mnemosine | Mnemosine | Mnemosine | Mnemosine | Mnemosine | Mnemosine |       |       |  |  |  |  |  |  |  |  |  |  |  |  |  |  |  |  |  |  |  |  |  |  |  |  |  |  |  |  |  |  |  |  |  |  |
|         |         |         |         |         |         |         |         | Giapeto | Giapeto | Giapeto  | Giapeto  | Giapeto  | Giapeto  |          |          | Asia o Climene | Asia o Climene | Asia o Climene | Asia o Climene | Asia o Climene | Asia o Climene |           |           |           |           |           |           |          |          |        |        | Temi | Temi | Temi   | Temi   | Temi   | Temi   |        |        |     |     |         |         | (Zeus)  | (Zeus)  | (Zeus)  | (Zeus)  | (Zeus) | (Zeus) |          |          |          |          |          |          | Mnemosine | Mnemosine | Mnemosine | Mnemosine | Mnemosine | Mnemosine |       |       |  |  |  |  |  |  |  |  |  |  |  |  |  |  |  |  |  |  |  |  |  |  |  |  |  |  |  |  |  |  |  |  |  |  |
|         |         |         |         |         |         |         |         |         |         |          |          |          |          |          |          |                |                |                |                |                |                |           |           |           |           |           |           |          |          |        |        |      |      |        |        |        |        |        |        |     |     |         |         |         |         |         |         |        |        |          |          |          |          |          |          |           |           |           |           |           |           |       |       |  |  |  |  |  |  |  |  |  |  |  |  |  |  |  |  |  |  |  |  |  |  |  |  |  |  |  |  |  |  |  |  |  |  |
|         |         |         |         |         |         |         |         |         |         |          |          |          |          |          |          |                |                |                |                |                |                |           |           |           |           |           |           |          |          |        |        |      |      |        |        |        |        |        |        |     |     |         |         |         |         |         |         |        |        |          |          |          |          |          |          |           |           |           |           |           |           |       |       |  |  |  |  |  |  |  |  |  |  |  |  |  |  |  |  |  |  |  |  |  |  |  |  |  |  |  |  |  |  |  |  |  |  |
| Atlante | Atlante | Atlante | Atlante | Atlante | Atlante |         |         | Menezio | Menezio | Menezio  | Menezio  | Menezio  | Menezio  |          |          | Prometeo       | Prometeo       | Prometeo       | Prometeo       | Prometeo       | Prometeo       |           |           | Epimeteo  | Epimeteo  | Epimeteo  | Epimeteo  | Epimeteo | Epimeteo |        |        |      |      |        |        |        |        | Ore    | Ore    | Ore | Ore | Ore     | Ore     |         |         |         |         |        |        | Muse     | Muse     | Muse     | Muse     | Muse     | Muse     |           |           |           |           |           |           |       |       |  |  |  |  |  |  |  |  |  |  |  |  |  |  |  |  |  |  |  |  |  |  |  |  |  |  |  |  |  |  |  |  |  |  |

## Nella cultura di massa
Nell'antichità erano comunque rappresentati uguali agli esseri umani, allo stesso modo degli dei, anziché in forme mostruose come in alcune loro rappresentazioni contemporanee, come nella saga videoludica di God of War o il film Disney Hercules.
- Nel manga di Megumu Okada I Cavalieri dello zodiaco - Episode G, appartenente alla serie di Saint Seiya creata da Masami Kurumada, i Titani, guidati da Crono, costituiscono gli antagonisti principali, contro i quali combattono i Cavalieri d'oro. In quest'opera hanno un aspetto umano e, benché dotati di poteri straordinari, non sono immortali.
- I titani, inizialmente prigionieri nel Tartaro, compaiono nel film del 2011 Immortals diretto da Tarsem Singh.
- Nell'espansione The Titans del videogioco Age of Mythology, Urano, Crono e Gaia sono gli dèi principali della civiltà atlantidea e dei tre solo Crono è rappresentato in forma mostruosa, probabilmente legata a qualche corruzione avvenuta nel Tartaro.
- Nella saga di  Percy Jackson e gli dei dell'Olimpo  i titani sono gli antagonisti principali, guidati da Crono. Alcuni titani compaiono anche nella saga sequel  Eroi dell'Olimpo .
- nel Classico Disney del 1997 Hercules sono presenti cinque titani che si alleano con Ade nella conquista del Monte Olimpo per potersi vendicare su Zeus, il dio che li ha intrappolati millenni prima. Quattro di essi presentano caratteristiche che li legano ad elementi e calamità naturali: Lythos possiede due teste ed è il titano di roccia, Hydros ha poteri legati al ghiaccio, Pyros è legato alla lava e Stratos ha le sembianze di un tornado. Il quinto titano è un Ciclope.